# Balginstrument
Balginstrumente sind Musikinstrumente, „deren Tonerzeugung durch Luftzufuhr aus einem Luftbehälter (Balg) erfolgt“. Sie zählen zu den Aerophonen.
Beispiele für Balginstrumente sind Handzuginstrumente, bei denen der Balg durchschlagende Zungen mit Luft versorgt, etwa die Ziehharmonika und das Harmonium. Weitere Balginstrumente sind der Dudelsack mit Rohrblättern und die Orgel.